# Knut Holmqvist
Knut Holmqvist (15 luglio 1918 – Rydsgård, 28 agosto 2000) è stato un tiratore a volo svedese.

## Palmarès

### Olimpiadi
- 1 medaglia:
  - 1 argento (Helsinki 1952 nel trap)